# Майклз, Лорн
Лорн Майклз (англ. Lorne Michaels; имя при рождении Лорн Липовиц; родился 17 ноября 1944 года) — американский телевизионный продюсер, сценарист, комик и актёр канадского происхождения, наиболее известный как создатель и продюсер Saturday Night Live, продюсер программ Поздно вечером (с 1993 года), а также The Tonight Show (с 2014 года).

## Ранняя жизнь
Майклз родился в Торонто, столице канадской провинции Онтарио, в еврейской семье скорняка Генри Абрахама и Флоренс Липовиц (девичья фамилия Бэкер). Он был старшим из детей. Его сестра Барбара Липовиц в настоящее время проживает в Торонто, его брат Марк Липовиц умер от опухоли головного мозга. Майклз получил среднее образование в Forest Hill Collegiate Institute в Торонто, а в 1966 году окончил University College, University of Toronto, где он специализировался на английском языке. Майклз начал свою карьеру как сценарист и телеведущий для CBC Radio. Он переехал в Лос-Анджелес из Торонто в 1968 году для работы в качестве сценариста для Laugh-In и The Beautiful Phyllis Diller Show . Он снялся с Хартом Померанцом в The Hart and Lorne Terrific Hour, канадском комедийном сериале, который транслировался недолгое время в начале 1970-х. В конце 1960-х годов, Майклз женился на Рози Шустер, которая впоследствии работала с ним на Saturday Night Live, как сценарист. Её отец Фрэнк Шустер — половина знаменитой комедийной команды Уэйн и Шустер. Майклз и Шустер развелись в 1980 году.